# Bring the Noise
Bring the Noise – trzeci album DJ-a Judege Julesa. Wydany i nagrywany był w roku 2009.

## Lista utworów[1]
1. Gotta Be Heard 6:58
2. Guide You (With Si Paul) 7:23
3. Trainwreck (With Jonty Skrufff) 5:43
4. You Know What 6:36
5. Diversion 6:46
6. Electronic Snare 6:31
7. Master Breaker 5:58
8. City Rockers 6:48
9. Could Be Love 6:46
10. Judgement Theme 6:40
11. Laid Bare 6:29
12. The Skip 09 6:53